# Théâtrophone

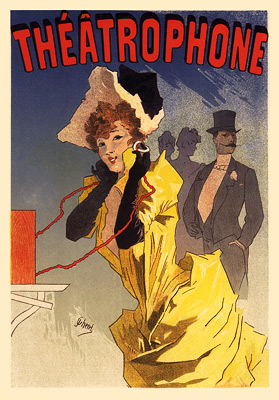
Le Théâtrophone, uma litografia de 1896, integrante da série Les Maitre de L'Affiches, de Jules Chéret

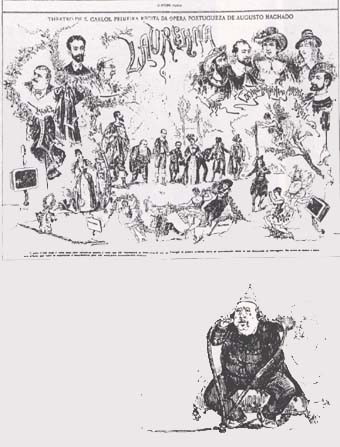
Uma caricatura de 1884, feita por Rafael Bordalo Pinheiro, retrata o rei D. Luís I de Portugal ouvindo a ópera ao théâtrophone.

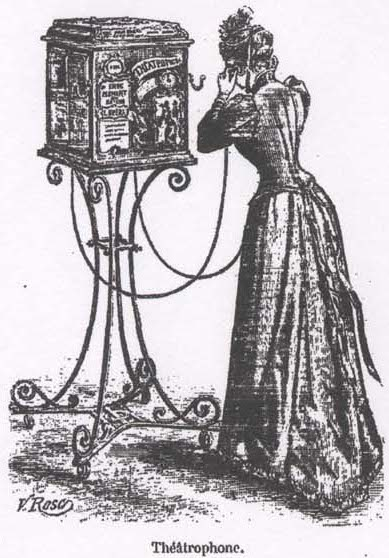
Le théâtrophone. Uma ilustração de Le Magasin pittoresque (1892).

Théâtrophone ("teatrofone") foi um sistema de distribuição telefônica disponível em partes da Europa que permitia aos assinantes a audição de conteúdo operístico e teatral através de linhas telefônicas. O théâtrophone desenvolveu-se a partir de uma invenção do francês Clément Ader, cuja demonstração inicial foi realizada em 1881, em Paris. Posteriormente, em 1890, o sistema passou a ser comercializado pela Compagnie du Théâtrophone, que continuou a operar até 1932.
A origem do théâtrophone remonta à demonstração de uma transmissão telefônica feita por Clément Ader em uma  exposição internacional feita em 1881 em Paris. O sistema foi inaugurado pelo presidente francês Jules Grévy e permitia a transmissão de concertos ou peças teatrais. Ader havia arranjado 80 transmissores telefônicos na frente de um palco para criar uma forma de som binaural estereofônico. Foi o primeiro sistema de áudio em dois canais, consistindo de uma série de transmissores telefônicos conectados do palco da Ópera Garnier a um conjunto de salas na Exposição de Eletricidade de Paris, nas quais os visitantes tinham acesso a apresentações da Comédie-Française e de ópera em estéreo usando dois fones de ouvido; a Ópera Nacional situava-se a mais de dois quilômetros da Exposição. Em nota redigida em 11 de novembro de 1881, Victor Hugo descreveu sua experiência com o théâtrophone como prazerosa.
Em 1884, o rei D. Luís I de Portugal decidiu fazer uso do sistema quando não pudesse comparecer à opera pessoalmente. O diretor da Edison Gower Bell Company, responsável pela instalação do théâtrophone nos aposentos do rei, mais tarde foi condecorado com a Ordem de Cristo.
A tecnologia do théâtrophone foi disponibilizada na Bélgica em 1884 e em Lisboa em 1885. Na Suécia, a primeira transmissão telefônica de uma apresentação operística teve lugar em Estocolmo em maio de 1887. A escritora britânica Ouida descreveu uma personagem do romance Massarenes (1897) como "Uma mulher moderna do mundo. Custosa como um encouraçado e complicada como um theatrophone."

## Operação

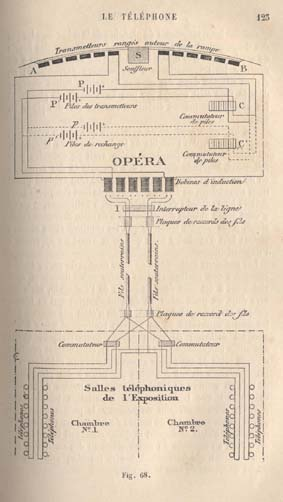
Diagrama do protótipo do théâtrophone no Opéra, durante a exposição mundial em Paris (1881).

Em 1890, o sistema tornou-se operacional sob o título "théâtrophone" em Paris. O serviço era oferecido pela Compagnie du Théâtrophone, fundada por M. M. Marinovitch e Szarvady. O théâtrophone oferecia apresentações teatrais e operísticas aos assinantes. Pode-se considerar esse sistema como um protótipo de jornal telefônico, uma vez que incluía blocos informativos em intervalos regulares. A companhia que operava o Théâtrophone instalou aparelhos públicos com operação por moedas, em hotéis, cafés, clubes e outras localidades, cobrando 50 cêntimos por cinco minutos de áudio.
O escritor francês Marcel Proust foi um entusiasta do théâtrophone, conforme demonstra sua correspondência. Ele assinou o serviço em 1911.
Vários desenvolvimentos tecnológicos foram incorporados ao théâtrophone. O relé telefônico de Brown, inventado em  1913, trouxe resultados interessantes no tocante à amplificação da corrente.
No entanto, o théâtrophone veio a sucumbir ante à concorrência e ao sucesso crescentes da radiodifusão e do fonógrafo, vindo a Compagnie du Théâtrophone a encerrar suas operações em 1932.

## Sistemas similares
Outros sistemas correlatos coexistiram na Europa com o Théâtrophone, dentre eles o Telefon Hírmondó (1893) de Budapeste e Electrophone de Londres (1895). Nos Estados Unidos, a maioria dos sistemas correlatos ao Théâtrophone jamais foram além da fase experimental. Erik Barnouw relatou um concerto por telefone organizado no verão de 1890: por volta de 800 pessoas no Grand Union Hotel em Saratoga ouviram uma transmissão telefônica de The Charge of the Light Brigade conduzida no Madison Square Garden.